# Nomia montana
Nomia montana är en biart som beskrevs av Heinrich Friese 1941. Nomia montana ingår i släktet Nomia och familjen vägbin. Inga underarter finns listade i Catalogue of Life.